# Neferitacenen
Neferitacenen byla egyptská královna, manželka faraona Amenemheta I. z 12. dynastie a s ním měla syna Senusreta I., který posléze nastoupil na trůn. Její rodinné vztahy byly zaznamenány na soše jejího syna.
Nesla titul „Matka krále“ (mwt-nswt).